# Woodlawn Cemetery

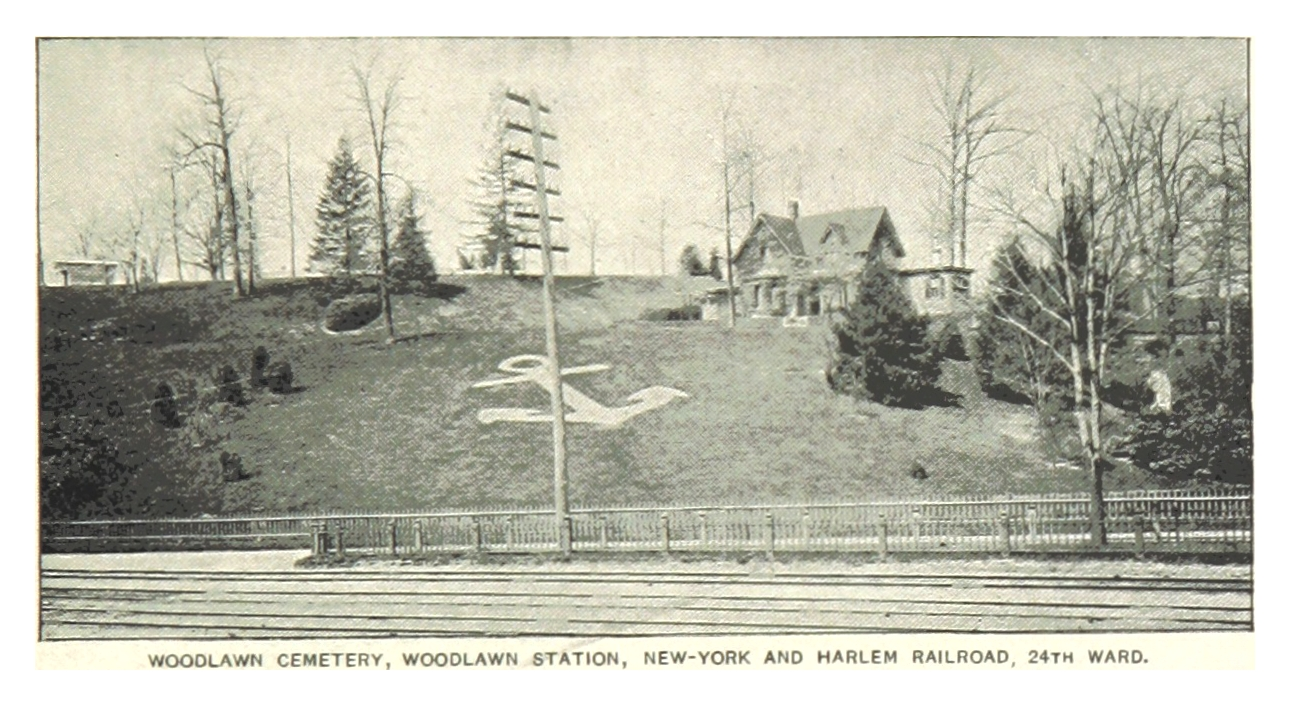
Eingang des Woodlawn Cemetery (um 1890)

Der Woodlawn Cemetery ist ein Friedhof im Norden des Stadtbezirks Bronx in New York City. Mit einer Fläche von über 160 Hektar und ungefähr 300.000 Grabstätten gehört er zu den größten Friedhöfen der Stadt.
Die parkähnliche Anlage im Bronx River Valley wurde durch den Architekten James C. Sidney entworfen und 1863 als Friedhof in Betrieb genommen, nachdem bei der Stadtbevölkerung Begräbnisse in ländlichen Gegenden vor den Grenzen der Stadt in Mode gekommen waren. Eine Nebenfunktion als Erholungspark war von vornherein mitvorgesehen. 1776 hatte George Washington auf dem späteren Friedhofsgelände eine Redoute gegen die vorrückenden britischen Truppen errichten lassen, die sich heute am Südende des Friedhofs befindet.
Drei Viertel des Geländes hatten bis ins 19. Jahrhundert aus Ackerland bestanden, der Rest war bewaldet. Sidney entwarf einen weitläufigen Parkfriedhof mit Hügeln, bewaldeten Abschnitten, einem See und einem verzweigten Netz von Wegen, von denen die größten heute mit dem Auto befahrbar sind. Der Entwurf sollte dem romantischen Ideal der Natürlichkeit entsprechen. Das umgebende Gebiet war zu dieser Zeit noch nicht bebaut, aber von Manhattan aus leicht erreichbar. Heute schließt die Bronx direkt südlich an den Friedhof an, der das New Yorker Stadtgebiet nach Norden abschließt.
Schon bald nach seiner Eröffnung wurde der Woodlawn Cemetery zu einem der angesehensten Begräbnisorte der Stadt. Viele berühmte Persönlichkeiten aus Politik, Wirtschaft und Kunst sind dort begraben, darunter etwa der Schriftsteller Herman Melville, der Jazzmusiker Miles Davis oder der Unternehmer Winfield Woolworth. Wohlhabende Familien ließen sich teils große Mausoleen bauen, die häufig im neoklassizistischen Stil gehalten sind.
Der Woodlawn Cemetery erhielt im Juni 2011 den Status eines National Historic Landmarks zuerkannt und wurde als Historic District in das National Register of Historic Places eingetragen.

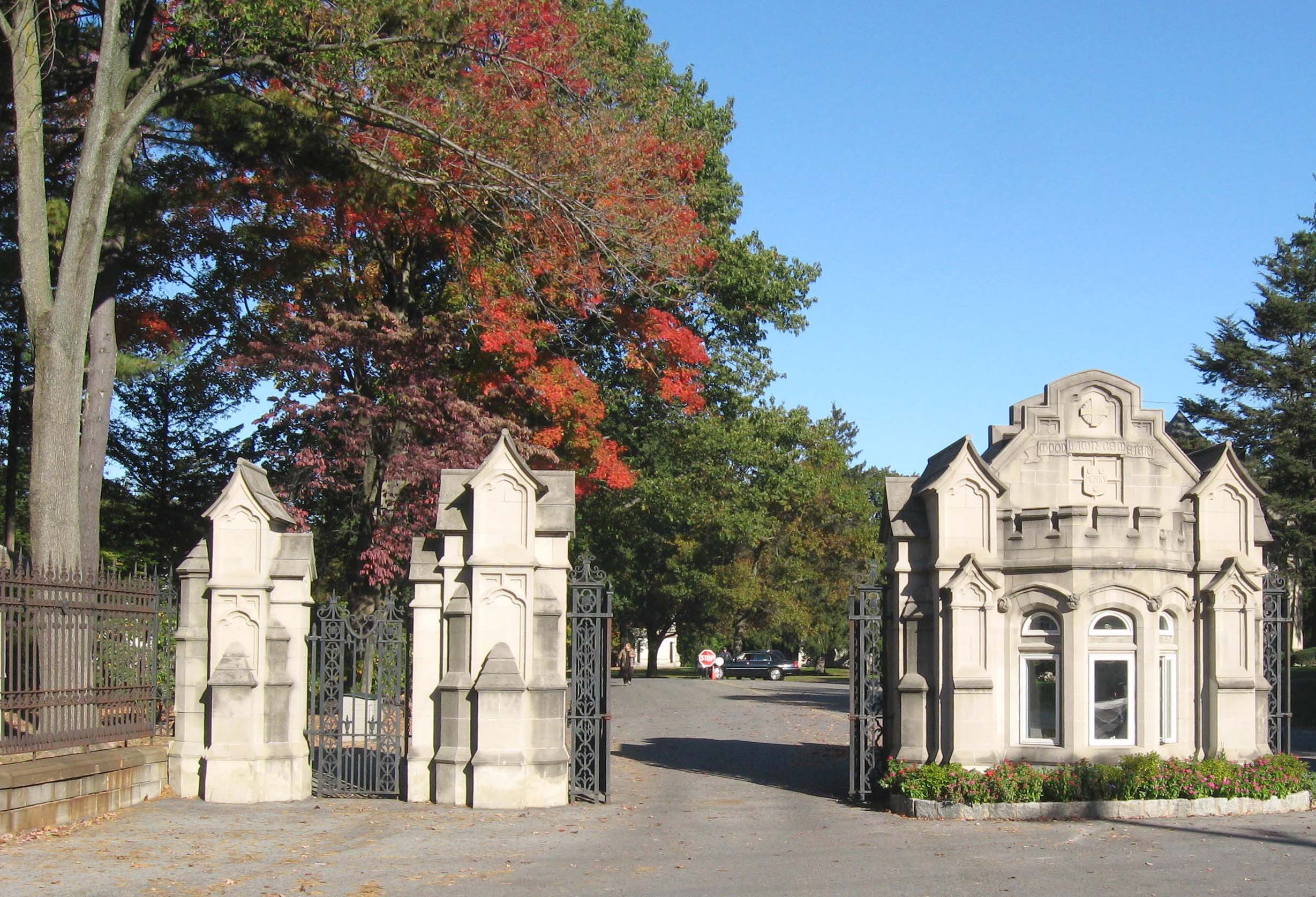
Eingang des Woodlawn Cemetery an der Jerome Avenue
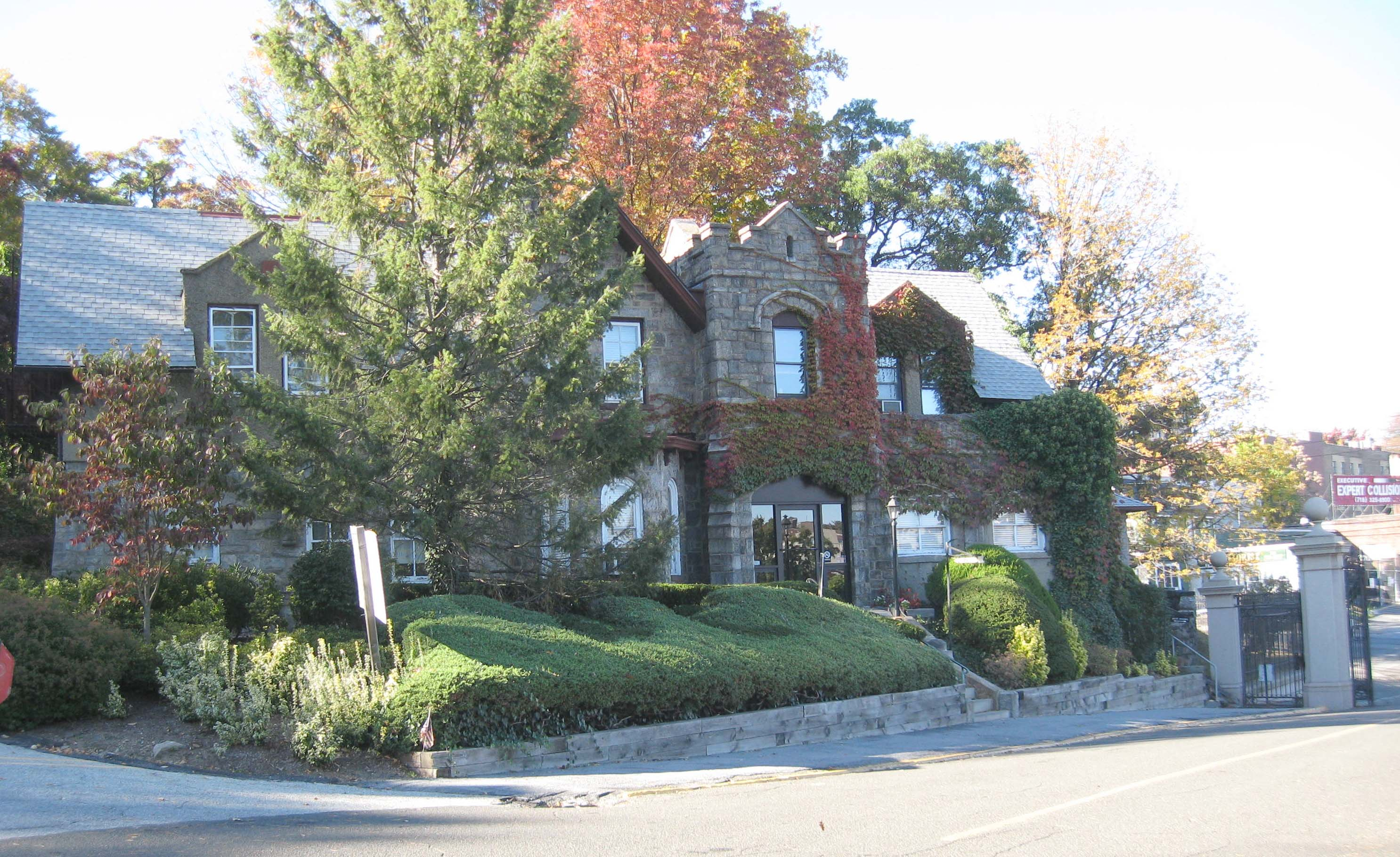
Verwaltungsgebäude am Nordeingang

## Liste bekannter Persönlichkeiten, die auf dem Woodlawn Cemetery begraben sind

### A
| - Anthony Allaire (1820–1903) - Vivian Beaumont Allen (1895–1962) - Vincent Alo (1904–2001), Mobster der Cosa Nostra - John Murray Anderson (1886–1954), Schauspieler | - Alexander Archipenko (1887–1964), Bildhauer - Hugh D. Auchincloss (1897–1976), Börsenmakler - James C. Auchincloss (1885–1976), Politiker |

### B
| - Jules Bache (1861–1944), Bankier - Diana Barrymore (1921–1960), Schauspielerin - Nora Bayes (1880–1928), Sängerin - Charles Becker (1870–1915) - Gunning S. Bedford (1806–1870), Arzt - Alva Vanderbilt Belmont (1853–1933), Frauenrechtlerin - Oliver Belmont (1858–1908), Politiker - Irving Berlin (1888–1989), Komponist - Amelia Bingham (1869–1927), Schauspielerin - Elizabeth Bisland (1861–1929), Journalistin - Cornelius Newton Bliss (1833–1911), Politiker | - Nellie Bly (1864–1922), Journalistin - Johann Gottfried Böker (1795–1860), auch John Godfrey Boker, Unternehmer, Konsul und Galerist - George Boldt (1851–1916), Hotelier - Gail Borden (1801–1874), Unternehmer und Erfinder - Herbert Brenon (1880–1958), Regisseur - Bricktop (1894–1984), Tänzerin - Benjamin H. Bristow (1832–1896), Politiker - Addison Brown (1830–1913), Richter - Ralph Bunche (1904–1971), Diplomat - Richard Busteed (1822–1898), Jurist - Benjamin Franklin Butler (1795–1858), Politiker |

### C
| - Harry Carey senior (1878–1947), Schauspieler - Vernon und Irene Castle (1887–1918; 1893–1969), Tanzpaar - Carrie Chapman Catt (1859–1947), Frauenrechtlerin - Alfred C. Chapin (1848–1936), Jurist - Horace F. Clark (1815–1873), Abgeordneter - Huguette M. Clark (1906–2011), Millionärin - Henry Clews (1836–1923), Bankier - George M. Cohan (1878–1942), Schauspieler - Barron Collier (1873–1939), Unternehmer | - Edward Knight Collins (1802–1878), Unternehmer - Ida Conquest (1876–1937), Schauspielerin - Austin Corbin (1827–1896), Unternehmer - Ricardo Cortez (1899–1977), Schauspieler - Lotta Crabtree (1847–1924), Schauspielerin - William Nelson Cromwell (1854–1948), Jurist - Celia Cruz (1925–2003), Sängerin - Countee Cullen (1903–1946) |

### D
| - Leopold Damrosch (1832–1885), Komponist - Miles Davis (1926–1991), Jazz-Musiker - Clarence Day (1874–1935), Schriftsteller - Zachariah Cantey Deas (1819–1882), Offizier - Cornelius H. DeLamater (1821–1889), Unternehmer - George W. DeLong (1844–1881), Seefahrer und Polarforscher | - Alexander Procofieff De Seversky (1894–1974), Luftfahrtingenieur - Sidney Dillon (1812–1892), Unternehmer - William E. Dodge (1805–1883), Geschäftsmann - Paul Belloni Du Chaillu (1835–1903), Anthropologe - Finley Peter Dunne (1867–1936), Schriftsteller - William Durant (1861–1947), Unternehmer |

### E
| - Gertrude Ederle (1905–2003), Schwimmerin - Gus Edwards (1879–1945), Liedtexter | - Duke Ellington (1899–1974), Jazz-Musiker |

### F
| - Alois Faller (1812–1882), Rechtsanwalt - David Glasgow Farragut (1801–1870), Marineoffizier - Bud Fisher (1885–1954), Cartoonist - Clara Fisher (1811–1898), Schauspielerin - Rudolph Fisher (1897–1934), Arzt - Clyde Fitch (1865–1909), Dramatiker | - Geraldine Fitzgerald (1913–2005), Schauspielerin - James Montgomery Flagg (1877–1960), Zeichner - Frankie Frisch (1898–1973), Baseball-Spieler - Antoinette Perry (1888–1946), Schauspielerin |

### G
| - Tommy Gagliano (1884–1951), Mobster der Cosa Nostra - Lindley Miller Garrison (1864–1932), Rechtsanwalt - Francis Patrick Garvan (1875–1937), Jurist - Thomas Francis Gilroy (1840–1911), Politiker - Ambrosio José Gonzales (1818–1893), Revolutionär | - Jay Gould (1836–1892), Unternehmer - Archibald Gracie III (1832–1864), Unternehmer - Anastasia von Griechenland (1870–1923), Gemahlin von Prinz Christoph von Griechenland - George Bird Grinnell (1849–1938), Naturwissenschaftler - Simon Guggenheim (1867–1941), Geschäftsmann |

### H
| - Oscar Hammerstein (1847–1919), Theaterproduzent - Lionel Hampton (1908–2002), Jazz-Musiker - W. C. Handy (1873–1958), Blues-Musiker - Edward Harkness (1874–1940), Philanthrop - Lamon V. Harkness (1839–1915), Geschäftsmann - Stephen V. Harkness (1818–1888), Unternehmer - Charles K. Harris (1867–1930), Komponist - Louisine W. Havemeyer (1855–1929) - William Frederick Havemeyer (1804–1874), Geschäftsmann - Coleman Hawkins (1904–1969), Jazz-Musiker | - Millicent Hearst (1882–1974), Schauspielerin - August Heckscher (Industrieller) (1848–1941), Unternehmer und Philanthrop - John Held junior (1889–1959), Cartoonist - Victor Herbert (1859–1924), Komponist - Adelaide Herrmann (1853–1932), Schauspielerin - Christian Archibald Herter (1865–1910), Mediziner - Charles Evans Hughes (1862–1948), Politiker - Collis P. Huntington (1821–1900) - Barbara Hutton (1912–1979), Millionärin - Henry Baldwin Hyde (1834–1899), Unternehmer |

### J
| - Milt Jackson (1923–1999), Jazz-Musiker - Viktor Jacobi (1883–1921), ungarischer Operettenkomponist - Illinois Jacquet (1922–2004), Jazz-Musiker | - Fanny Janauschek (1828–1904), Schauspielerin - Augustus D. Juilliard (1836–1919), Geschäftsmann |

### K
| - Herminie Templeton Kavanagh (1861–1933) - Foxhall Keene (1867–1941), Pferdezüchter und Sportler - James R. Keene (1838–1913), Börsenmakler - Hermann Jakob Knapp (1832–1911), Augenarzt - Pedro Knight (1921–2007), Musiker - Augustus Kountze (1826–1892), Politiker | - Maria Kraus-Boelté (1836–1918), Pädagogin - Fritz Kreisler (1875–1962), Musiker - Samuel Henry Kress (1863–1955), Geschäftsmann - Walt Kuhn (1877–1949), Maler |

### L
| - Fiorello LaGuardia (1882–1947), Politiker - Daniel Scott Lamont (1851–1905), Politiker - Canada Lee (1907–1952), Schauspieler - Henry Lehman (1822–1855), Unternehmer - Joseph Christian Leyendecker (1874–1951), Zeichner | - Harold Lockwood (1887–1918), Schauspieler - Frank Belknap Long (1901–1994), Schriftsteller - Mansfield Lovell (1822–1884), Offizier - George Platt Lynes (1907–1955), Photograph |

### M
| - Rowland Hussey Macy (1822–1877), Geschäftsmann - Martha Mansfield (1899–1923), Schauspielerin - William d’Alton Mann (1839–1920), Geschäftsmann - Frankie Manning (1914–2009), Tänzer - Vito Marcantonio (1902–1954), Jurist - Pigmeat Markham (1904–1981), Entertainer - Louis Marx (1896–1982), Geschäftsmann - Bat Masterson (1853–1921), Journalist - William McAdoo (1853–1930), Politiker | - Jackie McLean (1931–2006), Jazz-Musiker - George McManus (1884–1954), Cartoonist - Herman Melville (1819–1891), Schriftsteller - Gilbert Miller (1884–1969), Theaterproduzent - Marilyn Miller (1898–1936), Tänzerin - Florence Mills (1896–1927), Sängerin - John Bassett Moore (1860–1947), Jurist - Paul Morton (1857–1911), Geschäftsmann - Robert Moses (1888–1981), Stadtplaner |

### N
| - Thomas Nast (1840–1902), Karikaturist - Harold Nicholas (1921–2000), Tänzer | - Hideyo Noguchi (1876–1928), Mikrobiologe - James W. Nye (1815–1876), Politiker |

### O
| - Chauncey Olcott (1858–1932), Schauspieler - Blanche Oelrichs (1890–1950), Schriftstellerin - Hermann Oelrichs (1850–1906), Bankier | - William Butler Ogden (1805–1877), Politiker - Joe King Oliver (1885–1938), Jazz-Musiker |

### P
| - Augustus G. Paine, Jr. (1866–1947), Unternehmer - Felix Pappalardi (1939–1983), Musiker - James Cash Penney (1875–1971), Geschäftsmann - Generoso Pope (1891–1950), Verleger - George B. Post (1837–1913), Architekt | - Otto Preminger (1905–1986), Regisseur - Samuel I. Prime (1812–1885), Schriftsteller - Tito Puente (1923–2000), Jazz-Musiker - Joseph Pulitzer (1847–1911), Journalist - Mihajlo Pupin (1854–1935), Physiker |

### R
| - Charles Ranhofer (1836–1899), Gastronom - Theodor Reik (1888–1969), Psychoanalytiker - Grantland Rice (1880–1954), Journalist - Vincent Richards (1903–1959), Tennisspieler - Tex Rickard (1871–1929), Boxpromoter | - Max Roach (1924–2007), Jazz-Musiker - Andrew J. Rogers (1828–1900), Politiker - Barney Roos (1888–1960), Ingenieur - Ruth Rowland Nichols (1901–1960), Flugpionierin - Damon Runyon (1880–1946) |

### S
| - Francesco Scalice (1893–1957), Mafioso - Sokei-an Shigetsu Sasaki (1882–1945), Buddhist - Lawrence L. Shenfield (1891–1974), Philatelist - Louis Sherry (1855–1926), Gastronom - Franz Sigel (1824–1902), Offizier - Franklin Simon (1865–1934), Geschäftsmann - Charles Snyder (1860–1945), Architekt - Ruth Snyder (1895–1928) - Elizabeth Cady Stanton (1815–1902), Bürgerrechtlerin - Joseph Stella (1877–1946), Maler | - John William Sterling (1844–1918), Jurist - William H. H. Stowell (1840–1922), Politiker - Josef Stránský (1872–1936), Komponist - Isidor Straus (1845–1912), Geschäftsmann - Jesse Isidor Straus (1872–1936), US-amerikanischer Diplomat - William Lafayette Strong (1827–1900), Politiker - Ephraim George Squier (1821–1888), Journalist - Edmund Clarence Stedman (1833–1908), Schriftsteller - James Stillman (1850–1918), Geschäftsmann - Swante M. Swenson (1816–1896), Unternehmer |

### T
| - Takamine Jōkichi (1854–1922), Chemiker - Clarice Taylor (1917–2011), Schauspielerin - Olive Thomas (1894–1920), Schauspielerin | - Lloyd Tilghman (1816–1863), Ingenieur und General - Dan Topping (1912–1974), Geschäftsmann |

### U
| - Samuel Untermyer (1858–1940), Jurist | - Vladimir Ussachevski (1911–1990), Komponist |

### V
| - Robert Anderson Van Wyck (1849–1918), Jurist | - Virginia Fair Vanderbilt (1875–1935), Millionärin |

### W
| - Madam C. J. Walker (1867–1919) - James Watson Webb (1802–1884), Diplomat - William Henry Webb (1816–1899), Schiffskonstrukteur - Royal Hurlburt Weller (1881–1929), Politiker - Henry Westinghouse (1853–1933), Erfinder - Gertrude Vanderbilt Whitney (1875–1942), Bildhauerin - Harry Payne Whitney (1872–1930), Geschäftsmann | - William Collins Whitney (1841–1904), Politiker - Bert Williams (1874–1922), Entertainer - Harry Wills (1889–1958), Boxer - Edward O. Wolcott (1848–1905), Politiker - William Woodward, Jr. (1920–1955), Geschäftsmann - Winfield Woolworth (1852–1919), Unternehmer |

## Belege
1. ↑  Eric Homberger: New York. A Cultural and Literary Companion. Signal Books, Oxford 2002, ISBN 1-902669-42-8, S. 141ff.
2. ↑  Marina Harrison, Lucy D. Rosenfeld: Artwalks in New York. Delightful discoveries of publicart and gardens in Manhattan, Brooklyn, Queens The Bronx and Staten Island. New York University Press, New York 2004, ISBN 0-8147-3661-0, S. 156f.
3. ↑  Listing of National Historic Landmarks by State: New York. National Park Service, abgerufen am 2. Februar 2020.
Woodlawn Cemetery im National Register Information System. National Park Service, abgerufen am 2. Februar 2020.